# 10744 Цурута
10744 Цурута (10744 Tsuruta) — астероїд головного поясу, відкритий 5 грудня 1988 року.
Тіссеранів параметр щодо Юпітера — 3,348.
Названо на честь Цурути (яп. つるた(鶴田) цурута).